# James Smith (waterpolo)
James Smith entrenador y promocionador norteamericano de waterpolo.

## Biografía
Jimmy Smith, es el padre del waterpolo moderno. 
Jimmy estudió las normas antiguas del waterpolo y desarrolló las nuevas normas modernas muchas de ellas utilizadas hoy en día, incluida la utilización de la pelota de goma amarilla aprobado por la FINA en 1956.
Desde las olimpiadas de 1912 el balón de cuero absorbía agua durante los partidos, por lo que cogía peso, y se hacía extremadamente pesado y en consecuencia el juego era más lento. En las olimpiadas de Berlín 1936, Jimmy desarrolló un balón a partir de una vejiga de algodón, (que finalmente cambió a nylon), con una cobertura de goma. La nueva pelota era de color rojo, pero en 1948 se decidió cambiar a amarilla para mejorar la visibilidad. En 1956 fue aprobada por la FINA como la pelota oficial de waterpolo. La introducción de la goma hizo que la velocidad del juego fuera mucho mayor.
Ha escrito varios libros sobre waterpolo. Su libro de 1936, Playing and Coaching Water Polo, fue el primer texto sobre este deporte.